# Drávapiski

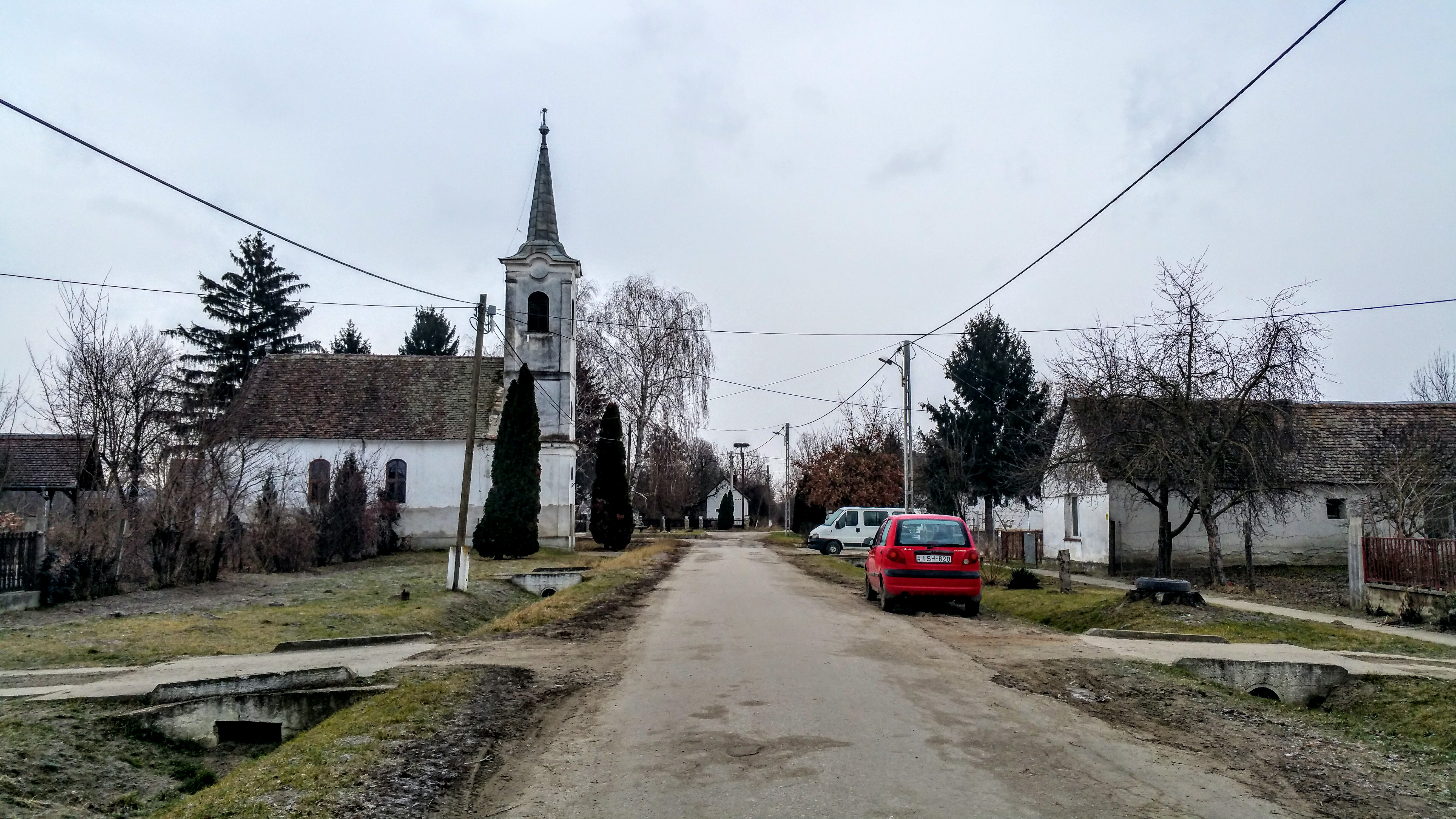
Município de Drávapiski.

Drávapiski é um município da Hungria, situado no condado de Baranya. Tem 4,91 km² de área e sua população em 2019 foi estimada em 57 habitantes.